# Ma Rainey
Gertrude Malissa Nix Rainey, född Pridgett den 26 april 1886 i Columbus, Georgia, död 22 december 1939 i Columbus, Georgia, var en amerikansk sångare, kompositör och textförfattare, mest känd under artistnamnet Ma Rainey. Hon beskrivs som den första kända professionella bluessångaren och har fått epitetet "bluesens moder". Hon är bland annat känd för sina inspelningar av låtar som "Bo-Weavil Blues" (1923), "See See Rider Blues" (1924) och "Black Bottom" (1927).
Ma Rainey gjorde sitt första framträdande som 14-åring i den lokala talangshowen "Bunch of Blackberries", i Springer Opera House i Columbus. Hon gifte sig 1904 med sångaren och dansaren Will "Pa" Rainey. Under några år turnerade de runt den amerikanska Södern som Rainey & Rainey, Assassinators of the Blues. Någon gång i slutet av 1910-talet försvann Pa Rainey ur bilden.
Enligt Ma Rainey själv var det först 1902 som hon för första gången hörde den musik som skulle bli känd som blues. Hon hörde en flicka sjunga en sång om en man som gått ifrån henne och Rainey beskrev sången som "egendomlig". Hon lade till den till sitt program som extranummer, men snart blev den så populär att den blev hennes huvudnummer.
Ma Rainey var skivbolaget Paramounts största bluesartist under 20-talet. Hon samarbetade bland annat med musiker som Louis Armstrong, Fletcher Henderson och Coleman Hawkins.

## Eftermäle
År 1983 upptogs Ma Rainey i  Blues Hall of Fame och år 1990 i Rock and Roll Hall of Fame.
Ma Raineys liv under 1920-talet i Chicago skildras i August Wilsons pjäs Ma Rainey's Black Bottom från år 1984 och en planerad (2019) Netflixproduktion.
I september 1994 utgav det 
amerikanska postverket ett 29-cents frimärke med ett porträtt av Ma Rainy.
Ma Rainy har inspirerat poeten Sterling Allen Brown till dikten MaRainey som publicerades år 1932 i diktsamlingen Southern Road.
Nedslagskratern Rainey på planeten Merkurius är uppkallad efter henne.